# Jan Szyrocki
Jan Szyrocki (ur. 29 grudnia 1931 w Łaziskach, zm. 9 kwietnia 2003 w Szczecinie) – polski muzyk i inżynier i nauczyciel akademicki; założyciel oraz – w latach 1952–2003 – dyrygent i dyrektor artystyczny Chóru Akademickiego Politechniki Szczecińskiej.

## Okres poszukiwań drogi życiowej
Urodził się w Łaziskach jako syn Alojzego. Studiował na Wydziale Budownictwa Lądowego Politechniki Szczecińskiej, uzyskując dyplom inżyniera w roku 1956. W latach 1956–1978 pracował na uczelni jako nauczyciel akademicki; równocześnie zdobywał wiedzę muzyczną, najpierw w Szkole Muzycznej w Rybniku, następnie w Państwowej Średniej Szkole Muzycznej w Szczecinie, w klasie fortepianu i w klasie śpiewu solowego. W roku  1968 przez trzy miesiące korzystał z trzymiesięcznego stypendium w Królewskim Konserwatorium Muzycznym w Hadze (Holandia), a następnie kontynuował studia muzyczne w Państwowej Wyższej Szkole Muzycznej w Poznaniu na Wydziale Teorii, Dyrygentury i Kompozycji w klasie profesora Stefana Stuligrosza. W roku 1974 przebywał na kolejnym stypendium w Wiedniu, gdzie w tamtejszej Wyższej Szkole Muzyki i Sztuki Odtwórczej studiował dyrygenturę pod kierunkiem prof. H. Swarowskiego, Karla lub C. Östereichera i G. Theuringa. Studia w Poznaniu ukończył w 1975 roku, otrzymując dyplom z wyróżnieniem. Zaniechał działalności w dziedzinie techniki i całkowicie poświęcił się muzyce. Zajął się nowymi kreacjami artystycznymi i nowymi inicjatywami, zmierzającymi do upowszechnienia muzyki w Szczecinie i na Pomorzu Zachodnim.

## Działalność w dziedzinie muzyki
Już w listopadzie 1952 roku, będąc studentem, Jan Szyrocki założył Chór Akademicki Politechniki Szczecińskiej (CHAPS), który prowadził jako dyrektor artystyczny i dyrygent końca życia (2003). Zespół odbył tysiące koncertów na wszystkich kontynentach, m.in. uczestnicząc w prestiżowych festiwalach oraz wykonaniach i prawykonaniach dzieł wokalno–instrumentalnych i a cappella. Był zaliczany do najlepszych chórów akademickich na świecie.
Należał do współzałożycieli, a do 1974 roku pełnił funkcję dyrygenta i kierownika artystycznego Szczecińskiego Chóru Chłopięcego „Słowiki”. Z jego inicjatywy powstał w 1973 roku Szczeciński Chór Kameralny, który w 1983 roku został przekształcony w „Collegium Maiorum”; kontynuują w nim chóralne śpiewanie byli członkowie CHAPS.
Od 1965 roku pełnił funkcję prezesa Szczecińskiego Oddziału Polskiego Związku Chórów i Orkiestr, był również inicjatorem, członkiem Komitetu Organizacyjnego i Rady Artystycznej oraz dyrektorem artystycznym corocznej edycji Międzynarodowego Festiwalu Pieśni Chóralnej w Międzyzdrojach, który jest organizowany od 1965 roku.
Od roku 1978 był nauczycielem akademickim Akademii Muzycznej w Poznaniu, początkowo na stanowisku docenta, następnie profesora nadzwyczajnego, a potem profesora zwyczajnego. Od chwili powołania Filii w Szczecinie (1980) był jej kierownikiem do 1995 roku, a ponadto kierował pracami powstałego w 1985 roku Studium Kultury Muzycznej Politechniki Szczecińskiej. W 1995 roku został na 3 lata dyrektorem Chóru Teatru Wielkiego – Opery Narodowej w Warszawie.
Często występował w roli konsultanta chórów zagranicznych, m.in. na zaproszenie amerykańskich uniwersytetów w 1989 i 1994 roku przebywał w USA prowadząc wykłady oraz próby i koncerty z tamtejszymi chórami. Prowadził także seminaria dla dyrygentów i uczestniczył jako juror w ogólnopolskich i międzynarodowych konkursach chóralnych. Przez wiele lat uczestniczył, jako dyrygent, w koncertach muzyki oratoryjnej z udziałem orkiestr polskich i zagranicznych. Zespół CHAPS występował np. zarówno w czasie Expo ’98 w Lizbonie, jak w rodzinnych Łaziskach swojego dyrygenta.
Profesor Jan Szyrocki był jednym z inicjatorów powołanej w 1990 roku Polsko-Niemieckiej Akademii Chóralnej „In Terra Pax”, dzięki której śpiewająca młodzież obu krajów razem przygotowuje i prezentuje na estradach Polski i Niemiec najpiękniejsze dzieła światowej literatury chóralnej.
Zmarł w roku 2003; został pochowany na cmentarzu Centralnym w Szczecinie (kwatera 21 a).

## Odznaczenia i nagrody
Za swoje zasługi Jan Szyrocki otrzymał wysokie odznaczenia państwowe i regionalne, w tym:
- Krzyż Komandorski z Gwiazdą Orderu Odrodzenia Polski (1998)[4],
- Krzyż Komandorski Orderu Odrodzenia Polski (1990)[1],
- Krzyż Oficerski Orderu Odrodzenia Polski (1980)[1],
- Krzyż Kawalerski Orderu Odrodzenia Polski (1972)[1],
- nagrodę I stopnia Ministerstwa Kultury i Sztuki,
- nagrodę I stopnia Ministerstwa Edukacji Narodowej,
- tytuł Szczecinianina Roku (1973),
- Artystyczną Nagrodę Miasta Szczecina (1992),
- Złotą Odznakę Towarzystwa Przyjaciół Szczecina (1993).

Został uhonorowany tytułem Ambasador Szczecina 2001.

## Upamiętnienie
Jan Szyrocki został zapamiętany jako ten, który:

uszlachetnił serca wszystkich, którzy mogli go usłyszeć

Znalazł się na liście „Zasłużeni dla miasta”, opublikowanej przez Urząd Miasta Szczecin, i na 8. miejscu listy „Szczecinianie Stulecia”, która została wyłoniona w roku 1999 w plebiscycie ogłoszonym przez szczeciński oddział Gazety Wyborczej, Polskie Radio Szczecin i TVP Szczecin.
Imię Jana Szyrockiego noszą m.in.: 
- Chór Akademicki CHAPS[12],
- Chór „Słowiki 60”, utworzony przez chórzystów, którzy w latach 1960-1974 śpiewali w Szczecińskim Chórze Chłopięcym „Słowiki” (dyrygenci: Grzegorz Handke; zob. zespół „Żeńcy”, Jacek Kraszewski, Ryszard Handke)[13],
- Studio Koncertowe S-1 Polskiego Radia Szczecin[14],
- sala koncertowa w Międzynarodowym Domu Kultury w Międzyzdrojach (pamiątkową tablicę odsłoniła wdowa – Jolanta Szyrocka)[15]
- plac w Szczecinie[16][17].